# لويد جوردن
لويد جوردن (بالإنجليزية: Lloyd Jordan)‏ هو لاعب كرة قاعدة وضابط أمريكي، ولد في 14 ديسمبر 1900 في Punxsutawney, Pennsylvania ‏ في الولايات المتحدة، وتوفي في 24 فبراير 1990.

## وصلات خارجية
- لويد جوردن على موقع كلية كرة السلة في سبورتس رفرنس.كوم (الإنجليزية)